# Guy Stavridès
Guy Stavridès, né le 17 août 1952 à Paris, est un essayiste et un éditeur français.

## Parcours
Après des études d’économie appliquée à l'université Paris-Dauphine, il est rattaché à la direction commerciale et marketing de plusieurs grandes sociétés bancaires et de transports aériens. 
En 1990, il fonde avec Agnès Viénot et Pierre-Antoine Bernheim les éditions Noêsis,, spécialisées en sciences humaines.
Il travaille ensuite aux côtés de Guy Schoeller, puis de Daniel Rondeau, au sein de la collection « Bouquins » chez Robert Laffont, en tant qu'éditeur. 
De 2008 à 2017, il est conseiller littéraire aux éditions Perrin, directeur de collection à la Librairie Vuibert et aux éditions du CNRS.
En 2012, il fonde avec Francine Bernheim, Martine Orsini et Hervé Aaron, le prix d’histoire des religions Pierre-Antoine Bernheim à l’Académie des inscriptions et belles-lettres.
Depuis 2018, il est directeur de collection aux éditions du Cerf. Il est également chroniqueur pour Histoire magazine,.

## Œuvre

### Essayiste
Guy Stavridès est l’auteur de plusieurs ouvrages : 
- La part du fou, Robert Laffont, Paris, 1985.
- Paradis, Paradis, avec Pierre-Antoine Bernheim, Plon, Paris, 1991 - rééd. : Histoire des paradis, « collection Tempus », Perrin, Paris, 2011  (ISBN 978-2259024167).
- Cannibales !, avec Pierre-Antoine Bernheim, Plon, Paris, 1992  (ISBN 978-2259024150).
- Le Passé révélé, avec Pierre-Antoine Bernheim, Agnès Viénot éditions, Paris, 2006  (ISBN 978-2914645874).
- (collectif) Les Explorateurs, « collection Bouquins », Robert Laffont, Paris, 2004  (ISBN 978-2221101711).
- (collectif) G. Lenotre. Le grand historien de la petite histoire, Jean-Claude Lattès, Paris, 2013.

### Scénariste
Guy Stavridès est l'auteur de scénarios :
- 1994 : Terre sainte de Xavier Giannoli, primé au Festival de Cognac.
- 1999 : Haut et court de Thomas Delesti.
- 2002 : Bruit de fond de Thomas Delesti.
- 2004 : Pangol de Thomas Delesti.

## Auteurs publiés
Guy Stavridès a publié de nombreux auteurs parmi lesquels : 
- Mohammad Ali Amir-Moezzi - Dictionnaire du Coran, « collection Bouquins », Robert Laffont, Paris, 2007, prix Germaine Lequeux de l’Institut 2008.
- Antoine de Baecque
- Yves-Marie Bercé, Les Secrets du vin, La Librairie Vuibert , Paris, 2018, Prix du Baron Philippe de Rothschild  2019 de l’Académie des Sciences de Bordeaux.
- Xavier Boniface - Histoire religieuse de la Grande Guerre, Fayard, 2014, prix Thiers de l'Académie française 2015.
- Carmen Bernand
- Jacques-Olivier Boudon
- Christophe Bourseiller
- Régis Boyer
- Patrick Brion
- Gilbert Buti et Philippe Hrodej- Dictionnaire des corsaires et des pirates, CNRS éditions, 2013 ; grand prix de l'Académie de Marine 2014.
- Gilbert Buti, Colère de Dieu, mémoire des hommes. La peste en Provence 1720-2020, Editions du Cerf, Paris, 2020, Prix Arbaud 2021 de l’Académie des Sciences d’Aix-en-Provence.
- Anne-Sophie Chambost - Pierre-Joseph Proudhon, Armand Colin, Paris, 2009, Prix Lucien Febvre 2010.
- Philippe Charlier
- François Cochet
- Bruno Colson - Leipzig. La bataille des Nations, Perrin, Paris, 2013, Prix du Premier Empire 2013.
- Philippe Contamine - Charles VII. Une vie, une politique, Perrin, 2017, prix Chaîne Histoire-Figaro histoire 2017 ; Nobles et noblesse en France (1300-1500), Cnrséditions, 2021, prix de l'Association d'entraide de la Noblesse française 2021 ; Jeanne d'Arc et son époque, essai sur le XVe siècle français, Le Cerf, 2020, prix Bourse d'Histoire Erckmann-Chatrian 2021.
- Élisabeth de Feydeau
- Philippe Di Folco
- Jean-Charles Ducène, L’Europe et les géographes arabes du Moyen-Age (IXe – XVe siècles), Cnrséditions, Paris, 2018, Prix M. et Mme Louis Marin 2018 de l’Académie des Sciences d’Outre-Mer.
- Jacques Frémeaux - De quoi fut fait l’empire, CNRS éditions, Paris, 2010, prix du Livre d’histoire de l’Europe 2011 ; La Conquête de l'Algérie. La dernière campagne d'Abd el-Kader, CNRS éditions, 2016, prix des écrivains combattants Robert Joseph 2017.
- Bruno Fuligni
- Jean Galard
- Jean Goulemot
- Olivier Grenouilleau, Fortunes de mer, sirènes coloniales (XVIIe – XXe siècles), Cnrséditions, Paris, 2019, Prix  Guy Lasserre 2020 de l’Académie des Sciences de Bordeaux ; L'Invention du travail, Le Cerf, 2022, Prix Louis Marin de l'Académie des Sciences morales et politiques.
- Robert Halleux
- Fabienne Henryot -  À la table des moines, Vuibert, 2015, prix Anthony Rowley 2016.
- Odon Hurel
- Christophe Lafaye - L'Armée française en Afghanistan. Le génie au combat (2001-2002), CNRS éditions / Ministère de la Défense, 2016, prix de l'Histoire militaire 2014.
- Patrick Lagoueyte - Le Coup d'État du 2 décembre 1851, CNRS éditions, 2016, prix Second Empire de la fondation Napoléon 2017.
- Thierry Lentz - Napoléon diplomate, CNRS éditions, Paris, 2012, Prix Guizot de l’Académie française 2013.
- Philippe Martin
- Julien Monange - La Légion arabe de 1917, CNRS éditions, 2019, Prix Monsieur et Madame Louis Marin de l'Académie des Sciences d'Outre-mer 2019.
- Janine Mossuz-Lavau
- Rémy Porte - Chronologie commentée de la Première Guerre mondiale, Perrin, Paris, 2011, prix Général Muteau de l’Académie des sciences morales et politiques 2011 ; Joffre, Perrin, 2014, prix des écrivains combattants Robert Joseph 2015.
- Clémentine Portier-Kaltenbach
- Yves Pourcher, L'Exil des collabos 1944-1989, Le Cerf, 2023, prix Jules Michelet des écrivains combattants 2023.
- Marie-Paule Raffaelli-Pasquini, Napoléon et Jésus. L’avènement d’un messie, Editions du Cerf, Paris, 2021, Prix ‘Découverte’ du Mémorial d’Ajaccio 2021. Prix Georges Mauguin 2021 de l’Académie des Sciences Morales et Politiques.
- Pierre Riché
- Étienne Roda-Gil
- Benoît Rossignol, Marc-Aurèle, Perrin, Paris, 2020, Prix François Millepierres 2021 de l’Académie Française.
- John Scheid et Jesper Svenbro - La Tortue et la lyre. Dans l'atelier du mythe antique, CNRS éditions, 2014 ; prix Émile Girardeau de l'Académie des sciences morales et politiques 2015.
- Claude Schopp
- Alexandre Sumpf
- Éric Taladoire, L’Aventure maya, Editions du Cerf, Paris, 2020 , Prix Raymond Lantier 2021 de l’Académie des Inscriptions et Belles-Lettres.
- Jean Tulard
- Alain Vaillant
- Françoise Van Haeperen, Dieux et hommes à Ostie, port de Rome, Cnrséditions, Paris, 2020, Prix Georges Perrot 2020 de l’Académie des Inscriptions et Belles-Lettres.
- André Vauchez
- Nathan Wachtel
- Emmanuel de Waresquiel - Talleyrand. Dernières nouvelles du diable, CNRS éditions, Paris, 2011, Prix Du Guesclin 2011, Prix des Ambassadeurs 2012.
- Jean Yoyotte
- Benoît Yvert
- Michel Zink